# Silk Road Strategy Act
Lire en ligne

(en) H.R. 1152 (106th): Silk Road Strategy Act of 1999

Le Silk Road Strategy Act est une loi des États-Unis d'Amérique, passée en 1999, qui autorise le gouvernement américain à soutenir les pays du « corridor est-ouest » qui leur sont favorables. Elle amende le Foreign Assistance Act of 1961.
Elle affirme que la politique étrangère et l'aide internationale des États-Unis doivent soutenir l'indépendance ainsi que la construction de la démocratie, les politiques de marché libre, les droits de l'homme et l'intégration économique régionale des pays du Caucase du Sud et de l'Asie centrale, notamment les nouveaux États apparus dans le sud de l’ex-URSS. Elle rentre dans le cadre de la New Silk Road Initiative.
Elle appuie le programme de transport international TRACECA en facilitant les investissements états-unions dans les infrastructures.
Cette loi a été contestée, sous le pretexte qu'elle contient des restrictions limitant la possibilité d'utiliser des fonds, et ne mentionne pas le Freedom Support Act de 1992. 
Elle est mise à jour en 2006 sous le nom de Silk Road Strategy Act 2006,.